# メグローサ
メグローサ は、日本の女性モデル、美容ライターなどマルチに活動。TVショッピング出演中。アジアリーグアイスホッケー
ICE GIRLS　ディレクーとして活躍中。STUDIO FLARE 広告イメージモデル
スターダストプロ。

## プロフィール
出典：
◎幼少からピアノ、聴音、ソルフェージュのレッスンに通い、音を楽譜に書き起こし音符にすることを学び『絶対音感』を身につける。
またavexの養成所に通い、歌唱・ダンスレッスンを受けていた時期もある。
音楽大学在学中から、作曲を学びながらもモデルとして事務所に所属。
レースクウィーン・キャンペーンガール・ファッションショー・雑誌モデルなど多数。
元インフォレスト出版誌にはモデルとして出演。
実業家と入籍